# 146-я бронетанковая дивизия «Ха-Мапац»
146-я бронета́нковая диви́зия «Ха-Мапа́ц» (ивр. אוגדה 146, עוצבת המפץ‎) (в прошлом: 38-я бронетанковая дивизия, 319-я бронетанковая дивизия) — резервная бронетанковая дивизия в составе Северного военного округа Армии обороны Израиля.

## Состав
В состав дивизии входят, помимо прочего:
- 2-я резервная пехотная бригада «Кармели» (ивр. חטיבת כרמלי‎)
- 4-я резервная бронетанковая бригада «Кирьяти» (ивр. חטיבת קרייתי‎) — в прошлом носила также номера 166 и 602
- 205-я резервная бронетанковая бригада «Эгроф ха-Барзель[ивр.]» (ивр. חטיבת אגרוף הברזל‎) — в прошлом носила также номера 200 и 514
- 226-я резервная воздушно-десантная бригада «Нешер[ивр.]» (также: «Ха-Цфонит») (ивр. עוצבת נשר‎) — в прошлом носила также номера 80, 317 и 939
- 228-я резервная пехотная бригада «Алон» (ивр. חטיבת אלון‎)
- 213-я резервная артиллерийская бригада «Ха-Ткума» (ивр. עוצבת התקומה‎)
- Резервный батальон связи дивизионного подчинения
- Дивизионная часть тылового обеспечения (ивр. אגד לוגיסטי אוגדתי‎)

## История

ОШС 146-й бртд на 2023 год.

Дивизия была учреждена в Центральном военном округе в 1954 году под номером 38 и стала одной из трёх первых дивизий Армии обороны Израиля, которые тогда ещё назывались «надбригадными штабами» (ивр. מפקדות על חטיבתיות‎). Дивизия стала первой дивизией армии, проведшей дивизионные учения.
В 1956 году 38-я дивизия приняла участие в операции «Кадеш». В ходе операции в её состав входила 10-я пехотная бригада «Харель», 4-я пехотная бригада «Кирьяти», 37-я бронетанковая бригада «Реэм», 7-я бронетанковая бригада «Саар ми-Голан» и 213-я артиллерийская бригада «Ха-Ткума». В задачи бригады в ходе операции входил захват района Ум-Катеф — Абу-Агейла на востоке Синайского полуострова.
В ходе Шестидневной войны 38-я дивизия под командованием Ариэля Шарона одержала победу в одном из главном сражений войны — бою при Абу-Агейле. В состав дивизии входили в ходе войны 99-я пехотная бригада «Ха-Негев», 14-я бронетанковая бригада «Ха-Махац», 80-я резервная воздушно-десантная бригада «Нешер» и силы из 8-й бронетанковой бригады.
После Шестидневной войны произошла реорганизация бронетанковых войск, и в состав дивизии, получившей номер 146, вошли 205-я бронетанковая бригада «Эгроф ха-Барзель», 217-я бронетанковая бригада «Ха-Сус ха-Дохер», 670-я бронетанковая бригада «Маркевот ха-Барзель», 213-я артиллерийская бригада «Ха-Ткума» и 288-й бронетанковый разведбатальон.
Накануне Войны Судного дня 146-я дивизия была дивизией резерва Генштаба, дислоцированной в Центральном военном округе. В начале Войны Судного дня, 7 октября 1973 года, дивизия была переброшена в подкрепление на сирийский фронт. Накануне заключения договора о прекращении огня артиллерийская бригада дивизии была переведена на Синайский полуостров, куда были переведены и остальные части дивизии вскоре после прекращения боёв, 6 ноября 1973 года.
В процессе реорганизации, последовавшей после окончания войны, было решено передислоцировать дивизию в Северном военном округе, а также присвоить дивизии номер 319.
В ходе Первой ливанской войны силы дивизии были дислоцированы на восточном фланге Северного округа для предотвращения атаки со стороны сирийских войск в южной части Голанских высот.
Во время Второй ливанской войны были мобилизованы две бригады дивизии: 226-я воздушно-десантная бригада «Нешер», поставленная под командование 162-й бронетанковой дивизии «Ха-Плада» и 2-я пехотная бригада «Кармели», принявшая участие в боевых действиях в западном и центральном секторе фронта в Южном Ливане и в бою в Айта-аль-Шааб.
В сентябре 2020 года дивизии был вновь присвоен её прежний номер 146.

## Командиры дивизии
- Мишаэль Шахам (1954—1955),
- Йехуда Валлах (1955—1957),
- Хаим Бар-Лев (1957),
- Йосеф Гева (1957—1959),
- Йешаяху Гавиш (1959—1966),
- Ариэль Шарон (1966—1968),
- Ицхак Хофи (1968—1971),
- Моше «Муса» Пелед (1972—1974),
- Менахем (Менди) Марон (1974—1975),
- Авраам Барам (1975),
- Хаим Надаль (1975—1979),
- Гиора Хазон (1979—1982),
- Хагай Коэн (1982—1984),
- Меир Даган (1984—1987),
- Меир Замир (1987—1990),
- Эми Палант (1990—1991),
- Дов Розенталь (1991—1994),
- Цвика Гендельман (1994—1997),
- Гершон Ха-Коэн (1997—2000),
- Дан Харель (2000—2001),
- Мати Лешем (2001—2003),
- Яаков Аиш (2004—2005),
- Йоав Хар Эвен (2005—2008),
- Тамир Хайман (2008—2011),
- Мони Кац (2011—2013)[2],
- Яаков Банджо (2013—2015),
- Одед Басюк (2015—2017)[3],
- Надав Лотан (2017—2019)[4],
- Галь Шохами (2019—2021)[4],
- Коби Хеллер[ивр.] (2023—2021)[5],
- Исраэль Шумер (2023—2024)[6],
- Амит Фишер (и. о.) (30 мая—2 июля 2024).
- Ифтах Норкин (с 2 июля 2024 года)[7].